# 2009年香港
|        | 香港歷史 \| 香港歷史年表                                                                                                   |
| 世紀： | 20世紀香港 \| 21世紀香港 \| 22世紀香港                                                                                     |
| 年代： | 1970年代香港 \| 1980年代香港 \| 1990年代香港 \| 2000年代香港 \| 2010年代香港 \| 2020年代香港 \| 2030年代香港               |
| 年份： | 2005年香港 \| 2006年香港 \| 2007年香港 \| 2008年香港 \| 2009年香港 \| 2010年香港 \| 2011年香港 \| 2012年香港 \| 2013年香港 |
| 紀年： | 己丑年（牛年）、香港開埠168周年、香港回歸12周年                                                                            |

## 政府

### 行政

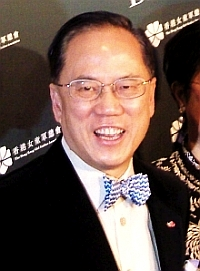
行政長官：曾蔭權
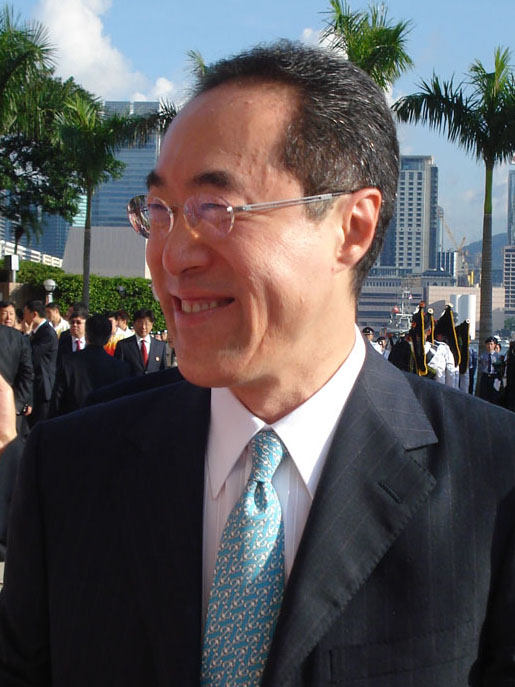
政務司司長：唐英年
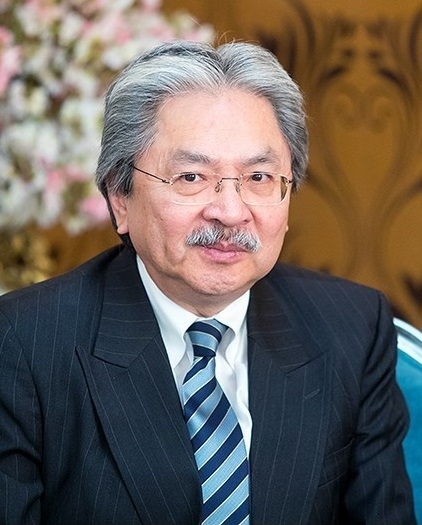
財政司司長：曾俊華
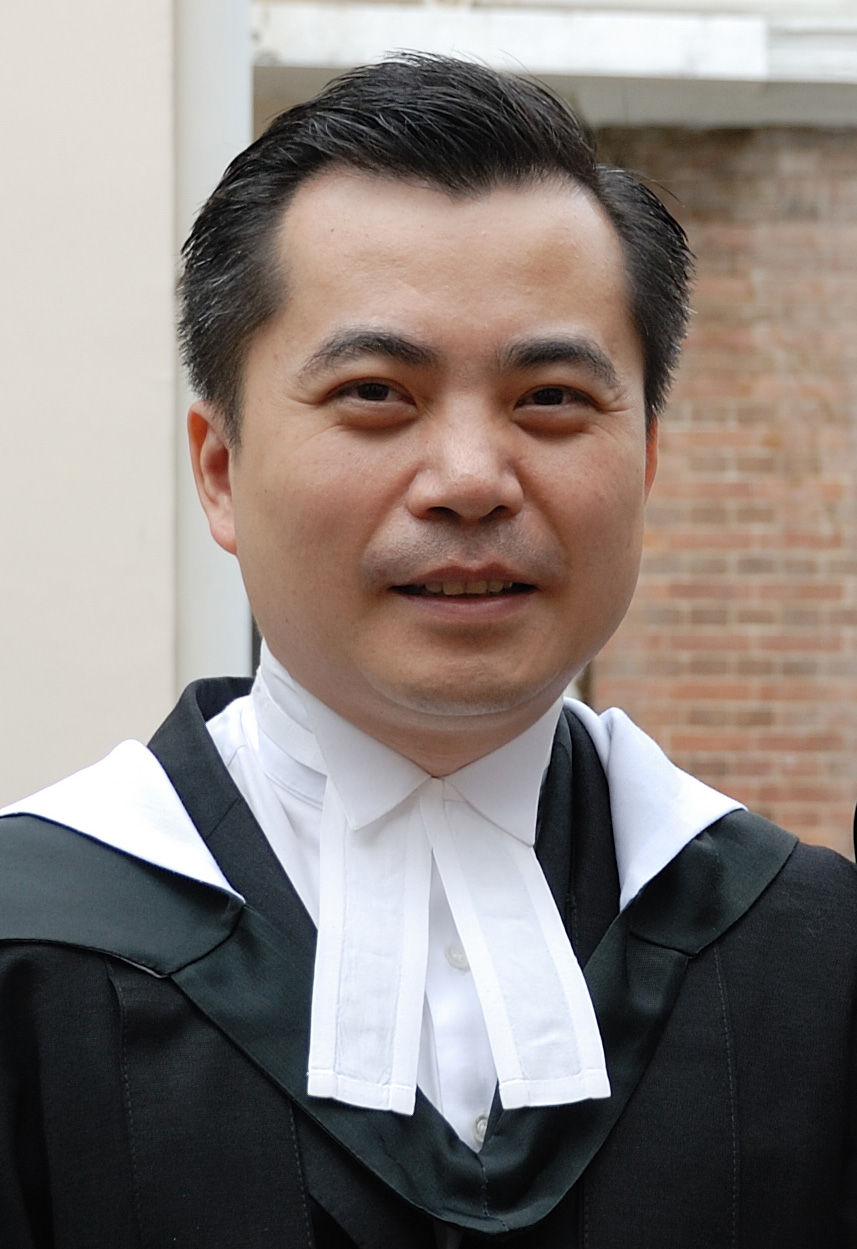
律政司司長：黃仁龍

### 立法

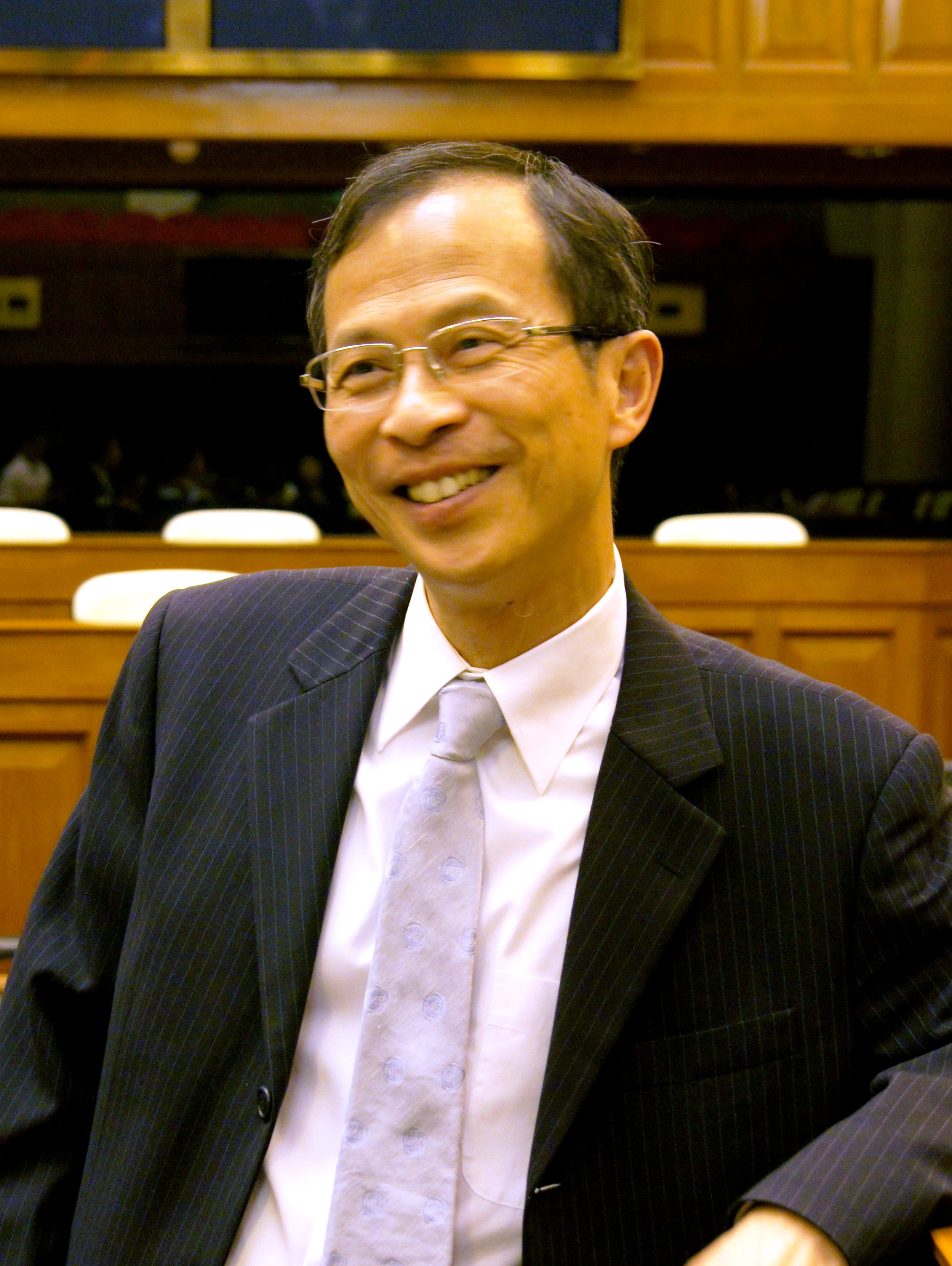
立法會主席：曾鈺成

### 司法

終審法院首席法官：李國能

## 論述

### 政治
- 三司十二局的局長和行政長官的民望評分均有所下跌，這反映著市民開始不滿政府的施政。
- 2009-2010施政報告令人對政府失去信心。

### 經濟
- 上半年由於受金融海嘯的影響，經濟陷入衰退，失業率上升，但下半年經濟開始復甦，更有大量新股上市，使摩根士丹利等大行調高港股年終目標至22047點。

### 民生
- 本年涉及毒品的案件數字比去年大幅上升，此外，青少年犯案數字亦有所增加，尤其是打劫的士司機。

### 娛樂
- 2009年8月30日，商人林建岳旗下娛樂公司東亞唱片及A Music的三位天王天后級歌手劉德華、黎明及楊千嬅被傳媒爆出婚訊，三者分別於2008年6月23日、2008年3月9日及2009年8月11日在美國拉斯維加斯註冊結婚。

### 體育事業
- 本年，香港首次舉辦國際性大型綜合運動會——2009年東亞運動會。
- 東亞運足球隊於大型運動會上歷史性奪得金牌。
- 香港球隊南華晉身亞協盃四強，平了香港球隊歷來參與亞協盃的最佳成績。
- 香港代表團在山東全運會奪得2金1銀4銅，是香港運動員在歷屆全運會中取得的最佳成績。

### 災難

#### 天災
- 香港由6月下旬到7月下旬內受到4個熱帶氣旋影響,引致天文台在不足1個月內需要4度發出熱帶氣旋警告信號,情況為29年來首次；總結今年風季，香港受到8個熱帶氣旋(蓮花、浪卡、蘇迪羅、莫拉菲、天鵝、彩虹、巨爵及凱莎娜)影響，超出了香港天文台預計本年會受到5至6個熱帶氣旋影響香港的預測。

#### 人禍
- 香港公立醫院於8月內先後發生涉及初生嬰兒的嚴重醫療事故，十數名初生嬰兒受影響，同時本年有不少高空擲物事件，造成嚴重死傷。
- 本年一共有8人死於醉酒駕駛。

## 大事記

### 大事時序

#### 1月
- 1月3日：青沙公路發生嚴重交通意外，一名司機死亡。
- 1月6日，東區醫院揭發嚴重失誤事件，1名在去年12月13日出生的男嬰於12月15日因早產去世後被放進醫院殮房一特大屍格，其後另一外籍男子去世，因其體形龐大，亦被放進同一屍格。外籍男子遺體則於12月19日被親人領取出殯，殮房職員於1月2日進行例行盤點殘肢數目時，意外發現遺失嬰屍，已即時向殮房主管滙報，主管卻延至1月5日下午才向管理層報告，院方當日傍晚報警，1月6日對外公佈事件，警方懷疑男嬰屍體被誤作醫療廢物棄掉，遂於1月12日至16日在將軍澳堆填區進行大規模搜索，但並無所獲。食物及衛生局局長周一嶽指責醫院管理局表現，並且不容忍再發生嚴重失誤事故。[1]
- 1月9日，
  - 荃灣仁愛樓命案。
  - 觀塘宜安街致昌大廈劫殺案。
- 1月10日，上水彩園邨彩華樓命案。
- 1月11日，受大陸性強烈冬季季候風影響，市區早上錄得9度氣溫，新界打鼓嶺地面更自1993年以來再次錄得零度以下的-0.8℃低溫，大部份菜田、車身及路邊均廣泛結霜。[2]
- 1月16日，英國百年老牌外語自學專家靈格風，其創立於1961年的香港分公司宣佈自動清盤，約30名員工即時失業，500名學員受影響，有導師指單向學習模式已不合時宜。[3]
- 1月21日，元朗牛潭尾情殺案。
- 1月23日，落馬洲青山公路洲頭段發生奪命交通意外，一輛密斗貨車失控鏟上對面線一輛的士，貨車壓着的士並拖行50米始停下，的士上5名紮鐵工人及司機當場死亡，受輕傷的貨車司機被驗出體內酒精含量達93微克，較法例規定的上限22微克超標3.2倍被捕，行政長官曾蔭權、運輸及房屋局局長鄭汝樺到場視察及慰問死者家屬，有家屬激動下跪要求曾蔭權嚴懲醉酒司機，政府則考慮修例增加酒後駕駛的刑罰。[4]
- 1月31日，土瓜灣道5至7號鳳姐命案。

#### 2月
- 2月4日，警方偵破本年首宗連環謀殺案，拘捕一名23歲無業男子，該男子涉嫌於1月9日及31日在觀塘及土瓜灣用哥羅芳焗斃2名性工作者及偷去死者財物變賣。[5]
- 2月9日：
  - 一輛紅色小巴在元州街違例在馬路中線上下客，尾隨一輛行走2F線的富豪超級奧林比安10.6米巴士（ASV58，車牌號碼KX3566）收掣不及，撞向前面紅色小巴，其後紅色小巴再撞向一輛行走411線的綠色專線小巴及一輛的士後側翻，意外造成8人受傷。
  - 新醉駕條例實施,警員可在任何情況下隨機要求司機做快速酒精測試。
- 2月10日，灣仔區議員李繼雄因5項欺詐及1項公職人員行為失當罪，被區域法院判處入獄5個月，議員資格自動喪失。[6]
- 2月12日：
  - 亞洲電視繼2008年11月辭退63人後，再大幅削減207人，所有部門皆受影響，佔總員工兩成，有學者質疑亞視在有台灣旺旺集團的新資金入股後仍大幅裁員是希望「弄好帳目」，向新股東交代。[7]
  - 無綫電視透露繼2008年12月大幅裁減200人後，3月底前會再有50人須離職。
- 2月14日，大埔道往沙田市區方向發生嚴重電單車意外，一死一傷。
- 2月16日，統計處公佈本港人口正式衝破700萬大關，截至2008年12月31日，香港人口為7,008,900人，較2007年底增加56,100人，2008年有78,700人出生，創25年新高。[8]
- 2月17日：
  - 政府公佈11-1月失業率為4.6%，較上次急升0.5%，升幅為7年來最大，所有行業的失業情況皆有惡化，失業大軍增至157,700人。[9]
  - 金融海嘯後，本港首間上市銀行公佈全年業績，東亞銀行於2008年純利劇減99%至3千9百萬，主席李國寶表示對業績非常失望，但暫時毋須裁員，亦無集資需要。[10]
- 2月24日，土瓜灣道259號30刀錯殺情敵案。
- 2月25日，財政司長曾俊華宣讀2009/10年度政府預算案，宣佈大幅增加煙草稅50%；退稅仍有，但每名僱員最多只退6000元。[11]

#### 3月
- 3月1日，窩打老道近歌和老街發生13車連環相撞意外，16人受傷。
- 羅湖及上水港鐵站逃票問題引起關注，立法會遂即在4日休會辯論商討長遠預防方案。
- 3月2日，滙豐銀行有以下宣佈：
  - 滙豐控股自1987年以來再次要求股東供股，供股集資額達破記錄的1,400億元。[12]
  - 公佈2008年全年業績，盈利大跌七成至446億港元，遠遜市場預期。[13]
- 3月3日：
  - 日本傳媒報道，本港歌手關楚耀及衛詩於2月24日在東京澀谷一雜貨店企圖高買，店員報警，警方在關楚耀携帶的紙袋中搜獲毒品大麻煙，兩人同被鎖上手銬帶返澁谷警署扣留問話。演藝人協會會長譚詠麟坦言，對事件感到沉痛，擔心影響青少年及損害藝人形象，並表示若事件屬實，則會嚴肅處理，不會因其為「契子」關係而姑息他；而衛詩所屬公司老闆黎明亦表示不容忍犯法行為，暗示可能對她作出處分。[14]
  - 衛生署公佈香港最新愛滋病情況，2008年呈報感染愛滋病毒人數創新高，達435宗，較2007年上升5%，第四季則有106宗新感染及32宗病發個案，59%為異性性接觸傳染，1984年至今已累積4,047宗感染個案，其中1,030人已正式發病。[15]
- 3月9日：受匯控供股消息影響,恆指跌至11344點，當匯控在競價時段的最後1分鐘跌至33元時，股評人胡孟青在直播鏡頭前激動落淚，此片段並在Youtube廣泛流傳。
- 3月11日：何文田亞皆老街往大角咀、旺角及深水埗方向發生交通意外，警長陳家偉殉職。
- 3月17日：九龍何文田佛光街一斜坡發生警匪槍戰,一名尼泊爾裔男子被警員開槍擊斃。
- 3月18日：香港天文台把颱風等級細分為三級,中心風力每小時118-149公里的熱帶氣旋仍被稱為颱風，中心風力每小時150-184公里的熱帶氣旋會被稱為強颱風,而中心風力每小時185公里或以上的熱帶氣旋則會被稱為超強颱風,此改動會於2009年太平洋颱風季起正式實施。
- 3月28日：
  - 觀塘雲漢街一個單位發生炸彈爆炸，有一名香島中學學生在製作爆炸品時受傷，手指亦被炸斷[16]，警方接報調查發現共有三個香島中學學生涉案，警方於3月29日在其中一個香島學生居住的長沙灣順寧道政府公務員宿舍五樓，起出一批恐怖份子常用的三過氧化三丙酮炸藥[17]，雖然這三個香島中學學生因為非法製作及藏有爆炸品被捕，罪行嚴重，但這宗炸彈爆炸案的刑事起訴卻沒有下文。
  - 葵青區議會議員梁廣昌被法院判入獄16月及緩刑3年，其議員資格被取消。[18]
- 3月29日：沙田區議會舉行補選，梁永雄當選。

#### 4月
- 4月1日：立法會舉行煙草稅辯論大會。
- 4月2日：關楚耀在九龍灣國際展貿中心舉行記者會。
- 4月4日：大埔怡雅苑命案。
- 4月7日：2009年香港電車股權轉易
- 4月9日：殉職警署警長陳家偉於大角咀九龍殯儀館舉行喪禮，而靈柩隨香港警察樂隊的哀樂被送抵浩園安葬。
- 4月15日：天主教香港教區前主教陳日君退休，湯漢直接升為主教。
- 連鎖快餐店董事總經理被廉署拘控串謀妨礙司法公正。
- 4月16日：政府宣佈立法會大樓將改為終審法院。[19]
- 4月17日：國泰航空公司宣佈由5月一日起為員工放無薪假。
- 4月19日：香港電影金像獎在尖沙咀香港文化中心舉行，鮑起靜和張家輝獲得最佳男女主角。
- 4月24日：
  - 政府刊憲宣佈於6月底舉行灣仔區議會補選。
  - 衞詩被日本法庭判處入獄3年、緩刑2年兼遞解出境。
- 4月26日：政府召開緊急會議，商討豬流感防治措施。
- 4月29日：屯門友愛邨愛暉樓50刀斬死女友情殺案。

#### 5月
- 5月1日：香港甲型H1N1流感疫情有新進展，一個墨西哥人在港確診感染當時稱人類豬型流感的甲型H1N1流感。
- 5月5日：土瓜灣樂民新邨殺母案。
- 5月12日：香港神學院、無線電視、演藝人協會因應公眾要求，於當日晚上8時假無線錄影廠舉行「TVB512再展關懷」。
- 5月16日：有人再次在旺角西洋菜南街上空投下2枚鏹水彈，造成30人受傷。
- 5月24日：直資中小學基督教臻美黃乾亨小學暨初中學校所屬辦學團體宣布放棄辦學權。
- 5月25日：備受爭議的大型宗教旅遊景點，馬灣公園挪亞方舟博覽館正式啟用。
- 5月27日：九龍城石鼓壟道寶城大廈10樓命案。
- 5月29日：深水埗發生父子被失心瘋漢突襲，3歲兒子被砍死。

#### 6月
- 6月4日：支聯會如常於維園舉辦六四二十周年燭光晚會。支聯會聲稱有十五萬人參與，以及因人口太多而未能進入維園的五萬人，共二十萬人參與，打破歷年的紀錄。
- 6月7日：正生書院考慮遷往梅窩前新界鄉議局南約區中學校舍,但不獲梅窩居民接納。
- 6月8日：旺角區再次發生高處投擲腐蝕性液體事件，是同區內本年第二宗同類型事件，導致多人受傷。
- 6月11日︰本港發生首宗外傭生劏女僱主的慘案。政府建築署一名女高官，在凌晨時份被其女傭用菜刀斬死。
- 6月12日：大埔公路凌晨上演一台黑幫飛車屠殺的戲碼，5名暴徒駕駛車輛向前車狂撞，導致前車上4人棄車逃走，期間被5名殺手伏擊，其中2名刺客為幕後主腦，另3名殺手中，2人當場落網，另一名暴徒則於8月20日在珠澳邊境被截獲遣返本港。
- 6月12日：旺角晚上發生嚴重交通意外，一架由旺角開出的新界區專線小巴616S線小巴在西洋菜南街轉出旺角道後失控剷上行人路，造成2死9傷。
- 6月19日：香港廣管局舉行本地免費電視牌照公聽會，同日政府發表香港電視廣播諮詢意見文件。
- 6月21日︰灣仔區議會舉行補選，鍾嘉敏當選。
- 6月24日：屯門山景邨景華樓命案。
- 6月25日：大澳龍田邨天寧樓109室斬人案。
- 6月28日：中環干諾道中發生恐怖車禍，一名外籍男子因騷擾58歲男的士司機，使的士越過對面線與3架的士相撞，58歲男的士司機死亡，而該外籍男子則受傷，但不肯接受救護員治理，更搶走的士向前行走50米，與另一架的士相撞後才停下，事後該外籍男子被捕。

#### 7月
- 7月1日：香港回歸12周年,71遊行有7萬人上街示威。
- 7月2日：部分參與71遊行的人士在政府總部門外靜坐抗議,凌晨,警方以武力清場,拘捕了數百人。
- 7月5日：打鼓嶺坪輋村滅門案。
- 7月6日：尖沙咀海防大廈發生3級火。
- 7月7日︰香港政府開始實施徵收膠袋稅。
- 7月12日：柴灣漁灣邨漁安樓酒樓縱火案。
- 7月13日：為了在觀塘繞道打擊非法賽車活動,警方在觀塘繞道命令4輛的士和1輛貨車停下，以作「人肉路障」,其後賽車馳至,把該「人肉路障」撞毀,尾隨賽車有的掉頭,有的繼續前進。事後,有的士司機批評警方做法不當,而鄧竟成於翌日召開記者會公開道歉,並認為內部有人員自作主張。事件發生近9年後，在2018年2月，發生警員在粉嶺公路截停市民車輛以作路障事件，市民車輛結果被撞至報廢，警方利用市民生命財產安全以拘捕疑匪的做法再惹爭議。
- 7月15日：補習導師范浩揚因違反與英皇教育達成的合約而被高等法院法官裁定需向英皇教育賠償888萬港元。
- 7月16日：香港首次有人死於人類豬流感,死者是一名42歲菲律賓籍男子。
- 7月17日：兩名男子在去年8月企圖對李柱銘不利的案件進行判決,首被告被判入獄16年;而次被告則被判入獄3年。
- 7月19日：颱風莫拉菲登陸沙頭角以東並橫過深圳，引致香港天文台需要連續第二年發出九號烈風或暴風增強信號，情況為1975年以來首次。[20]
- 7月20日：在四月中誤服山埃水的3歲男童在大埔林村的寓所內被發現昏迷,送院搶救後證實不治。
- 7月21日：約百名因在深圳吸毒而被公安扣留的港人獲釋,部分被吊銷回鄉證3年,期間禁止踏足中國境內。
- 7月21日：沙田城門隧道公路上同一位置在4小時內發生2宗涉及九巴49X線的交通意外,共造成21人受傷。
- 7月22日：
  - 油麻地果欄兇殺案。
  - 政府向雷曼苦主提出賠償方案,各苦主可獲賠償投資本金的六成,但雷曼苦主要求百分百賠償。
  - 一名13歲少年在街上享用魚蛋時出現骾喉窒息情況,送院搶救後情況危殆。
- 7月23日：油麻地果欄發生血案，一名男子被刺穿心臟，命喪街頭。
- 7月24日：恆指在10個月來首度衝破兩萬點,惟收市未能企穩在兩萬點之上,但旋即在翌交易日(7月27日)成功企穩在兩萬點之上收市,報20251點。
- 7月25日：元朗公路發生恐怖車禍，一架專線小巴失控，高速撞向前面正在慢駛的貨櫃車並爆炸燃燒，釀成4死13傷。
- 7月25日：一名男子與友人相約遊船河,當船隻駛至南丫島石排灣對開水域時,該名男子與友人下水進行海浴,期間該名男子疑因體力不支遇溺沒頂,友人把該名男子救起送院,經搶救後不治。
- 7月26日：港鐵將軍澳綫康城站落成啟用，將軍澳綫從此實施「3+1」行車模式，每三班往寶琳列車，便有一班開往康城，非繁忙時間由康城開出之列車，則以調景嶺為終點站。[21]
- 7月26日：港鐵九龍灣站發生乘客跳軌事件，一名20歲姓鄒男子在樂富站目睹其前女友正勾搭另一名男子，鄒因看不過眼而跟隨其前女友登上一列往調景嶺方向的列車，並在車上向其前女友破口大罵，當列車到達九龍灣時，鄒更推撞其前女友出月台，並跳下該站路軌以威嚇其前女友，但所幸當時沒有列車入站，鄒並沒有受傷，可自行爬上月台，但使觀塘線列車服務受阻約5分鐘。
- 7月27日：肢解16歲少女王嘉梅案的被告被判處終身監禁。
- 7月27日:恆指重上20000點,收20251.62點.
- 7月28日：涉嫌在去年3日內於大埔及元朗姦殺3名妓女的巴籍被告被判無期徒刑。

#### 8月
- 8月3日： 匯控公佈供股後的首份業績,大致上符合預期,刺激匯控在倫敦和美國的ADR急升。
- 8月3日：一號戒備信號下，一艘運沙船由石澳開往油塘途中遇上風浪翻沉，船上三父子掉下海，其中父親和幼子溺斃，長子則受傷，需送院檢驗。
- 8月4日：尖東發生兇殺案，尖東霸王李泰龍先在麼地道一間酒店門外被多名暴徒用車狂撞，後被殺手追斬，該名男子被送院搶救後不治，數小時後，大埔和金山郊野公園分別發生縱火燒車案，消防認為起火原因有可疑，而警方則認為兩宗案件是同一組織所為，正循此方向展開調查。

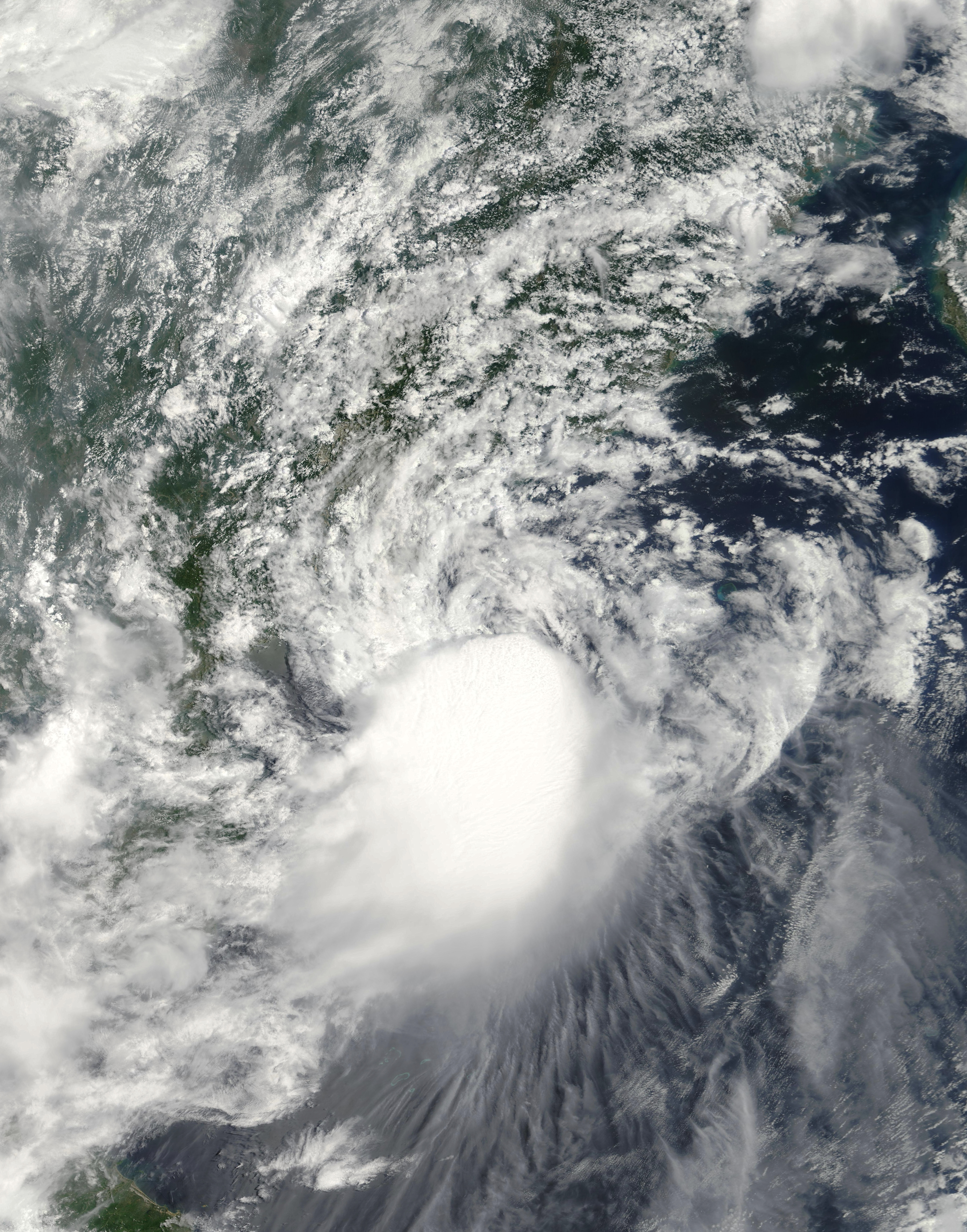
天鵝是香港近十年最嚴重的風災

- 8月4日：強烈熱帶風暴天鵝掠過香港西南100公里，天文台發出本年第2次八號烈風或暴風信號，風暴共造成4死11傷，為近十年來死亡人數最高的一次風災，對上一次為1999年颱風森姆的4死328傷[22]。
- 8月5日：屈臣氏蒸餾水員工因不滿公司的佣金分拆制度，一連三日發起罷工。
- 8月7日：東區走廊發生交通意外,一輛巴士懷疑收掣不及撞向前方的混凝土車,造成23人受傷。
- 8月7日：鴨脷洲橋道發生五車相撞的交通意外,引致的車龍一度長達10公里。
- 8月8日：將軍澳寶林邨發生兇殺案，一名78歲患有神經病的老翁疑不滿其67歲妻子前往晨運，繼而把其妻亂刀斬死，事後一小時，該老翁向警方報案自首被捕。
- 8月10日：美孚新邨一間食店發生氣體爆炸。
- 8月10日：港鐵西港島綫開始動工。
- 8月11日：一名應屆會考生於暑假期間到澳門賭博，期間輸掉四萬，返港後疑不堪被追討金錢的壓力，在其位於藍田廣田邨的寓所墮樓身亡。
- 8月12日：一名交通警長在觀塘繞道執勤時被尾隨貨車撞傷。
- 8月12日：尖沙咀金馬倫道一間日式拉面店發生氣體洩漏，10人吸入一氧化碳不適送院。
- 8月14日：
  - 一輛載有病人的救護車在瑪麗醫院附近因車速太慢而被專線小巴截停,小巴司機繼而向救護車司機破口大罵,批評其車速慢,引致病人延遲10分鐘抵院。
  - 屯門山景邨景華樓3樓B座命案。
  - 西貢蠔湧水口村命案。
- 8月15日：
  - 荔枝角收押所D座虐打命案。
  - 兩輛東行電車先後在一小時內於立法會大樓對出彎位出軌,引致服務延誤近4小時。
- 8月16日[23]：九龍南綫落成啟用[24]，中途設柯士甸站，乘客若使用鐵路，只需於紅磡站橫過對面月台轉一次車，即可由新界西北直達新界東北，由屯門前往沙田只需53分鐘。
- 8月17日：
  - 旺角廣東道後巷命案。
  - 香港演藝界在亞洲國際博覽館舉行8·8水災關愛行動，為台灣八八水災籌款。
- 8月19日：港島東南面的蒲台島附近在早上八時左右出現水龍捲，持續約數分鐘，對上一次出現海上龍捲風已是2005年8月13日在大澳以西海域，當時天文台正為強烈熱帶風暴珊瑚發出一號戒備信號。[25]
- 8月21日：天水圍發生倫常慘劇，一對女性智障雙胞胎的姊姊在8月18日在其寓所內的洗手間滑倒死亡，其妹不以為意，於是日單位開始傳出惡臭，被鄰居報警投訴，妹獲救時身體虛弱，因此揭發了雙胞胎身世可憐。
- 8月23日：伊利沙伯醫院發生嚴重醫療事故，一名護士為5名嬰兒注射過期卡介苗。
- 8月25日：繼8月23日伊利沙伯醫院發生嚴重醫療事故後，威爾斯親王醫院再次發生嚴重醫療事故。一名產婦錯手把初生女嬰放在其他嬰兒床，護士未有按規定核對女嬰手腳的姓名標籤，便替女嬰注射兩支原屬另一嬰兒的抗生素，比女嬰所需的盤尼西林劑量高出28.5毫克，另一護士發覺打錯針後向上司報告。[26]
- 8月26日：港鐵九龍灣站在一個月內發生第二宗乘客跳軌事件，一名男子見有列車駛入該站2號月台時縱身躍下該月台路軌，幸只跌入逃生槽受輕傷，但使觀塘線列車服務受阻15分鐘，事件引起市民質疑政府是否必須加快在尚未安裝月台幕門的港鐵站安裝月台閘門。
- 8月26日：中環置地廣場發生扒竊案，一名患有小兒痲痺症的男子在偷去外籍女子手提包時被商場職員察覺，於是報警，警員到場盤問疑匪期間，疑匪突縱身由商場3樓躍下斃命。
- 8月27日：政府倡議立例強制公共小巴在2011年前必須安裝限速器，當限速器安裝後，普通小巴的車速上限為每小時80公里；而行走高速公路的小巴車速上限則為每小時100公里。
- 8月28日：北大嶼山公路發生嚴重車禍，一輛載滿機場地勤員工返回市區的旅遊車在小蠔灣附近失事撞石壆翻側，釀成3死24傷。[27]
- 8月29日：東亞運倒數100天，當日本港會舉行聖火傳遞和當晚在將軍澳電視城舉行慶祝倒數晚會。
- 8月29日：金光飛航一艘載着二百多名乘客的雙體船由本港開往澳門途中，當駛經青衣對開青馬大橋海面時，意外撞向巨型浮標，船身窗門玻璃粉碎，乘客爭相走避，飽歷海上驚魂，一人被碎片割傷；有乘客指船員在接獲他們通知後始知發生意外，該船事後駛返上環港澳碼頭，海事處進行調查。 [28]
- 8月30日：港鐵天后站與太古站分別發生扶手電梯意外，兩名都是穿著涼鞋的幼童因站近扶手電梯的邊緣位置而雙雙被夾傷左腳。
- 8月31日：
  - 灣仔入境事務大樓對出的一段告士打道發生鹹水管爆裂，引致的車龍一度長達5公里。
  - 東亞運門票開始公開發售。

#### 9月
- 9月1日︰中、小學開學日。香港教育界在同日開始實施的三三四高中教育改革。
- 9月1日：公共交通交匯處及50%有蓋地方被列為禁煙區。
- 9月2日：終審法院首席法官李國能宣佈提早於2010年8月31日正式退休。
- 9月3日：香港復康會創辦人方心讓舉殯。
- 9月4日：灣仔皇后大道東近伊利莎伯體育館發生交通意外，一名69歲老翁在橫過馬路時被一輛貨車輾斃；同日，油麻地彌敦道與窩打老道交界發生交通意外，一名41歲女子在橫過馬路時被客貨車撞倒，重傷昏迷，但由於救護員未能在九龍西調配救護車，於是救護員便從距離現場最近的摩星嶺和黃大仙調配救護車，但兩輛救護車皆在途中遇上交通擠塞，未能及時抵達，於是救護員和消防員便合力用擔架把傷者抬往就近的廣華醫院就醫。
- 9月4日：2009年新疆武警扣押香港記者事件。發生於無線電視、NOW新聞台記者於新疆採訪騷亂期間。香港跨黨派少有一致聲援記者。
- 9月6日：一名男子疑因感情問題在旺角通菜街向其前女友及情敵淋潑腐蝕性液體，但事件卻無辜傷及另外9名途人。
- 9月6日：葵青區議會舉行補選，由賴芬芳胜出。
- 9月12日：
  - 深水埗青山道和興大廈5樓213刀情殺案。
  - 警方於尖東重組李泰龍遇襲的案情。
- 9月13日：在九龍站上蓋興建中的環球貿易廣場發生嚴重工業意外，六名工人在位於30樓的升降機工作平台工作時疑工作平台過重下墜至10樓重傷死亡，事後，曾蔭權認為嚴重工業意外一宗都嫌多。
- 9月14日：颱風巨爵襲港，天文台發出8號東北烈風訊號。
- 9月15日：雷曼兄弟宣佈破產一周年紀念。當日，香港和世界各地的雷曼苦主會聯同發起遊行（因颱風巨爵襲港，香港區的遊行將順延至9月18日舉行）。
- 9月20日：青葵公路發生嚴重車禍，一輛重型貨車在行駛期間爆胎溜向快線，10分鐘後一輛的士駛至，司機懷疑收掣不及撞向重型貨車車尾，使的士車頭全毀，的士司機當場死亡，另車上三名外籍人士受傷送院。
- 9月21日：龔如心遺產案進行結案陳詞。
- 9月22日：
  - 屯門澤豐輕鐵站兇殺案。
  - 《遠東經濟評論》正式宣告12月1日停刊。
- 9月23日：在歌壇稱兄道弟的曹格與側田，前後腳到中環卑利街一間酒吧消遣，期間疑兩人在酒意下起衝突，曹格更揮舞鋒利路牌圖施襲，幸被友人阻止，才避免進一步發生流血事件。事後曹格看媒體報道發覺事情嚴重，召開記者會說明及道歉，後曹格於10月3日被警方拘捕。
- 9月25日：藍田近東隧出口的港鐵通風大樓發生罕見工業意外，一個滅火氣樽的樽蓋突然彈出，兩名工人被擊中，釀成1死1傷。
- 9月27日：財政司司長曾俊華在出席二十國集團峰會返港後出現心絞痛，到瑪麗醫院接受手術後無大礙，但被證實患上了急性心臟病。
- 9月27日：颱風凱薩娜進入本港800公里警戒範圍，天文台懸掛一號風球，下午4名理大學生於西貢大浪西灣遊玩時被海浪捲走，其中3人自行游回岸邊，另一名學生則失蹤，其後屍體被尋回。

#### 10月
- 10月1日：
  - 葵涌安蔭邨德蔭樓二樓長者屋兇殺案。
  - 金管局總裁任志剛的任期屆滿,下任金管局總裁將由前特首辦主任陳德霖接任。
- 10月2日：葵涌九華徑發生火警。
- 10月3日：兩名港鐵職員於東鐵線九龍塘站打擊逃票期間被逃票乘客打傷；同日，曾俊華完全康復出院。
- 10月4日：三名青年在石澳泳灘歡度中秋後於清晨下水游泳時被大浪捲走，其中兩人自行游回岸邊，另一人則失蹤，其後屍體被尋回；另外，兩名青年在西貢露營煮食時因搶火而被燒傷。
- 10月7日：區議員甘乃威被指性騷擾及求愛不遂，令女助理王麗珠最後被解僱。香港多份報章均以顯著篇幅報道甘乃威事件，並以報道或社評質疑甘乃威和民主黨對事件的處理手法，指事件已令甘乃威和民主黨主席何俊仁陷入誠信危機，更被踢爆涉嫌以逾15萬元賠償女助理。
- 10月10日：一名內地產婦在浸會醫院疑因在分娩期間出現羊水栓塞而導致分娩困難，需要剖腹產子，後產婦在產後約二小時死亡，其嬰則在深切治療部留醫，其後情況轉趨穩定，更可自行呼吸，情況為13年來罕見。
- 10月13日：屯門翠林花園命案。
- 10月14日：行政長官曾蔭權發表施政報告。
- 10月18日：葵涌昌榮路發生12車相撞交通意外。
- 10月21日：石硤尾耀東街板間房命案。
- 10月25日：彩虹坪石邨藍石樓倫常命案。
- 10月26日：紅磡一名南亞裔工人在為外牆進行維修期間由棚架高處墮下受傷。
- 10月27日：彩虹坪石邨揭發倫常命案，一名老翁於數日前被其子虐待至重傷，直至當日被其妻發現昏迷，後妻及其子合力用手推車把老翁推往彩虹邨等候救護車，惟老翁當場被證實死亡。
- 10月28日：大坑一名工人為樓宇外牆進行翻新期間被剝落的石屎擊中死亡。
- 10月30日：深水埗有人於一日內三次投擲鏹水彈，幸無人受傷。

#### 11月
- 11月1日：香港所有報攤禁止售賣香煙廣告，西灣河發生腐蝕性液體投襲案。
- 11月3日：大老山隧道發生火警。[29]
- 11月5日：一艘由中國客運碼頭開往番禺蓮花山港的雙體船《三埠號》於抵達目的地前與一艘運沙船相撞，船上兩名荷蘭籍男乘客死亡，另有九人受傷，包括兩名港人。
- 11月6日：國泰航空公司員工就假期薪酬一事進行上訴被判敗訴，需向資方賠償及繳付庭費。
- 11月8日：
  - 馬鞍山新港城殺嬰案。
  - 石澳發生降落傘意外，一名玩跳傘的人士在大浪灣把傘降落滑行期間撞倒三人，其中一人昏迷。
- 11月9日：0時19分[30]，一輛692號線雙層九巴由中環開往將軍澳期間，駛過唐明苑對出一迴旋處時疑高速失控翻側在唐明街路中央石壆[31]，引致2死34傷，其中6人一度危殆，警方以「危險駕駛導致他人死亡罪」拘捕沒有受傷的36歲巴士司機。[32][33]
- 11月10日：一名婦人於旺角東站步進列車車廂期間右腳誤踏月台空隙而導致腳骨出現骨折。
- 11月16日：大埔區中學開始推行校本強制驗毒計劃。教育局副局長陳維安親自到迦密聖道中學即場示範驗毒，以尿液樣本進行快速測試。
- 11月18日: 受寒潮影響，天文台錄得9.7度低溫，為最寒冷之11月中旬
- 11月29日：旺角登打士街一座唐樓發生火警，一名78歲老婦受傷，需使用救護車送往就近的廣華醫院。

#### 12月
- 12月：HKRIA版權風波發生，香港音像聯盟之唱片公司旗下歌手被禁止在TVB露面。
- 12月4日：張永霖宣告因私人理由，決定辭去亞洲電視職務。
- 12月5日至13日，第五屆東亞運動會舉行。
- 12月8日：屯門貨櫃碼頭發生三級火。
- 12月9日：
  - 元朗八鄉富興花園命案。
  - 旺角通菜街怡寧閣命案。
- 12月12日：銅鑼灣駱克道近崇光百貨有人在高處投擲腐蝕性液體，造成6人受傷。
- 12月13日：
  - 屯門湖景邨湖暉樓7樓殺妻案。
  - 沙田浸信會呂明才小學泳池一名員工在處理鹽酸及漂白水時懷疑程序出錯而導致氯氣釋出，使正在上游泳課的一批幼童感到不適，需要送院。
- 12月15日：港珠澳大橋正式動工。
- 12月20日：昂船洲大橋正式通車。
- 12月22日：三名工人在秀茂坪一幅石礦埸進行清拆工程期間懷疑鐵架不勝大型工具所負荷而倒塌，導致一死兩傷。
- 12月24日：東九龍發生醉駕致命交通意外，一名教師死亡，另外有三人受傷。
- 12月25日：由於能見度低，導致本港在一日內發生4宗撞船意外，其中三宗更涉及跨境客輪。
- 12月27日：約二十名人士(包括數名記者)到達羅湖邊境管制站示威，並以單行慢步向深圳出發，事件中共有六名人士(包括兩名記者)被內地執法人員帶走。
- 12月31日：
  - 西環薄扶林道萬林閣14樓B室命案。
  - 恆指以21,872.5點報收,全年升7,485.02點或52.02%.

#### 時間未定
- 龔如心遺產案有裁決結果。
- 港鐵韓製列車調度至將軍澳綫行走。

### 逝世
- 1月22日：梁羽生（84歲），著名武俠小說作家，與金庸及古龍同列武俠作家三巨頭。
- 1月26日：
  - 陸鼎堂爵士（88歲），第二任廉政專員，於1978年7月至1980年11月接替姬達。
  - 張露（76歲），前中國歌手及香港藝人杜德偉之母親，活躍於1940年代後期至1970年代中，憑一首國語歌《給我一個吻》而聲名大噪。
- 2月6日︰孫亞莉（35歲），香港演員及模特兒。
- 4月4日︰葉紹德（78歲），资深粵劇作家及填詞人。
- 4月23日：林尚義（74歲），前香港足球員及香港殿堂級電視足球評述員。
- 5月3日：許淇安（65歲），於1994年至2001年出任第二位華人警務處處長。
- 6月3日：石堅（96歲），香港著名奸角演員。
- 8月24日：方心讓爵士（86歲），著名骨科醫生，香港復康會創辦人，曾在1970－80年代出任行政、立法兩局非官守議員。
- 8月27日：成奎安（54歲），香港演員。
- 9月28日：黎文業（Jackie Lai）（46歲），香港活學教育中心創辦人，交通意外致死。
- 10月30日：林蛟（86歲），香港資深演員，於荔枝角海麗邨商場洗手間內疑因心臟病發猝死。
- 11月1日：梁玳寧（60歲），香港知名專欄作家、食評家，首位獲得世界傑出青年女性。
- 11月24日：陳鴻烈（66歲），香港資深演員，於拍攝電視劇畢打自己人期間突然心絞痛，送院搶救後不治。
- 11月27日：鍾偉明（78歲），香港電台資深播音人，被譽為「播音皇帝」，於當日上午乘港鐵上班，列車駛至太子站時，鍾因心臟突然停頓暈倒車廂，送院後不治。
- 12月17日：
  - 金素文（110歲），香港最長壽女人瑞，於九龍城寓所內猝死。
  - 吳鶯音（87歲），1940年代上海著名影星、歌星，美國洛杉磯病逝。
- 12月24日：諸志成（44歲），於秀茂坪寧波第二中學有16年任教中文和中國歷史科的經驗，並為該校的訓導老師，當日上午原定返校出席聖誕聯歡會，惟返校途中被一名懷疑醉酒駕駛的司機的車輛輾斃。

## 其他資訊

### 活動

#### 公開項目
- 2008年12月13日至2009年1月4日，工展會
- 2月8日，渣打國際馬拉松
- 3月4日至3月8日，香港國際珠寶展
- 3月13日至3月22日，香港花卉展覽
- 7月22日至7月29日，香港書展
- 7月31日至8月4日，香港動漫展
- 8月16日至8月22日，香港美食博覽
- 8月17日，八八水災關愛行動(亞洲國際博覽館)
- 8月29日，東亞運火炬接力傳遞暨100日倒數晚會。
- 12月5日，第五屆東亞運動會開幕典禮
- 12月12日至2010年1月4日，第44屆工展會
- 12月13日，第五屆東亞運動會閉幕典禮

#### 演唱會

##### 紅磡體育館[34]
- 2月：譚詠麟、李克勤、飛輪海
- 4月：草蜢、古巨基
- 5月：謝安琪、周慧敏、蘇芮
- 6月：任賢齊
- 7月：黎明、棒棒堂
- 8月：泳兒
- 10月：S.H.E 、何韻詩
- 12月：鄭秀文 鄭伊健

##### 亞洲國際博覽館[35]
- 1月: X JAPAN
- 3月：Duffy、河村隆一、coldplay

## 節慶
下列節慶，如無註明，均是香港的公眾假期，同時亦是法定假日（俗稱勞工假期）。有 # 號者，不是公眾假期或法定假日（除非適逢星期日或其它假期），但在商業炒作下，市面上有一定節慶氣氛，傳媒亦對其活動有所報導。詳情可參看香港節日與公眾假期。
- 1月1日（星期四）：元旦
- 1月26日（星期一）：農曆年初一
- 1月27日（星期二）：農曆年初二
- 1月28日（星期三）：農曆年初三
- 4月4日（星期六）：清明節及兒童節 #
- 4月10日（星期五）：耶穌受難節（是公眾假期，但不是法定假日）
- 4月11日（星期六）：耶穌受難節翌日（是公眾假期，但不是法定假日）
- 4月13日（星期一）：復活節星期一（是公眾假期，但不是法定假日）
- 5月1日（星期五）：勞動節
- 5月2日（星期六）：佛誕（是公眾假期，但不是法定假日）
- 5月28日（星期四）：端午節
- 7月1日（星期三）：香港特別行政區成立紀念日
- 10月1日（星期四）：中華人民共和國國慶日
- 10月3日（星期六）：中秋節（補10月4日）
- 10月26日（星期一）：重陽節
- 10月31日（星期六）：萬聖夜 #
- 12月22日（星期二）：冬至（是法定假日，但不是公眾假期，根據法定假日放假的機構，或會聖誕節放假，冬至不放假。部份機構或會提早下班）
- 12月24日（星期四）：平安夜#（不是公眾假期或法定假日，但部份機構或會提早下班或放假一天）
- 12月25日（星期五）：聖誕節（根據法定假日放假的機構，或會冬至放假，聖誕節不放假）
- 12月26日（星期六）：聖誕節後第一個周日（是公眾假期，但不是法定假日）
- 12月31日（星期四）：公曆除夕# （不是公眾假期或法定假日，但部份機構或會提早下班或放假一天）

### 獎項

#### 社會貢獻
- 大紫荊勳章：唐英年、夏利萊、任志剛
- 金英勇勳章：（本年從缺）
- 香港十大傑出青年：陳博智、 鄭家豪、鄭慧、張潤衡、林志陞、李佑榮、馬青雲、容樹恆

#### 2009年香港電影金像獎（第28屆）
- 最佳電影：《葉問》
- 最佳導演：許鞍華 - 《天水圍的日與夜》
- 最佳男主角：張家輝 - 《証人》
- 最佳女主角：鮑起靜 - 《天水圍的日與夜》

#### 香港樂壇重要獎項
- 叱咤樂壇至尊歌曲大獎：《七百年後》-- 陳奕迅
- 叱咤樂壇我最喜愛的歌曲大獎：《如果我是陳奕迅》-- Mr.
- 叱咤樂壇男歌手金獎：陳奕迅
- 叱咤樂壇女歌手金獎：容祖兒
- 叱咤樂壇組合金獎：RubberBand
- 最受歡迎男歌星：古巨基
- 最受歡迎女歌星：楊千嬅
- 金曲金獎：《搜神記》-- 容祖兒

#### 電視廣播有限公司獎項
- 香港先生： 許家傑
- 香港小姐冠軍：劉倩婷
- 最佳男主角：黎耀祥
- 最佳女主角：鄧萃雯
- 萬千光輝演藝大獎（終身演藝成就獎）：李添勝
- 英皇新秀歌唱大賽金咪大獎（冠軍）：從缺
- 最受歡迎男歌星：古巨基
- 最受歡迎女歌星：楊千嬅
- 金曲金獎：《搜神記》-- 容祖兒

#### 邵逸夫獎
- 數學科學獎：西蒙·唐納森及克利福德·陶布斯
- 天文學獎：徐遐生
- 生命科學與醫學獎：道格拉斯·高爾曼及傑弗理·弗理德曼

2009年度邵逸夫獎於2009年10月7日頒發。

## 資料來源

## 外部連結
- 香港年報2009（页面存档备份，存于）